# 米克維以色列會堂
米克維以色列會堂（英語：Congregation Mickve Israel）是美國喬治亞州薩凡納的一座猶太會堂，也是美國歷史最古老的猶太會堂之一。這座猶太會堂創建於1735年，大部分創建者都是來自於倫敦的西班牙及葡萄牙塞法迪猶太人後裔（他們在1733年到達殖民地）。現在的猶太會堂位於蒙特利廣場，奉獻於1878年。這座猶太會堂是少見的採用哥德式風格的猶太會堂。1980年，這座猶太被列入國家史蹟名錄。現在這座猶太會堂是猶太教改革派聯盟的成員。

## 歷史

### 會堂的成立

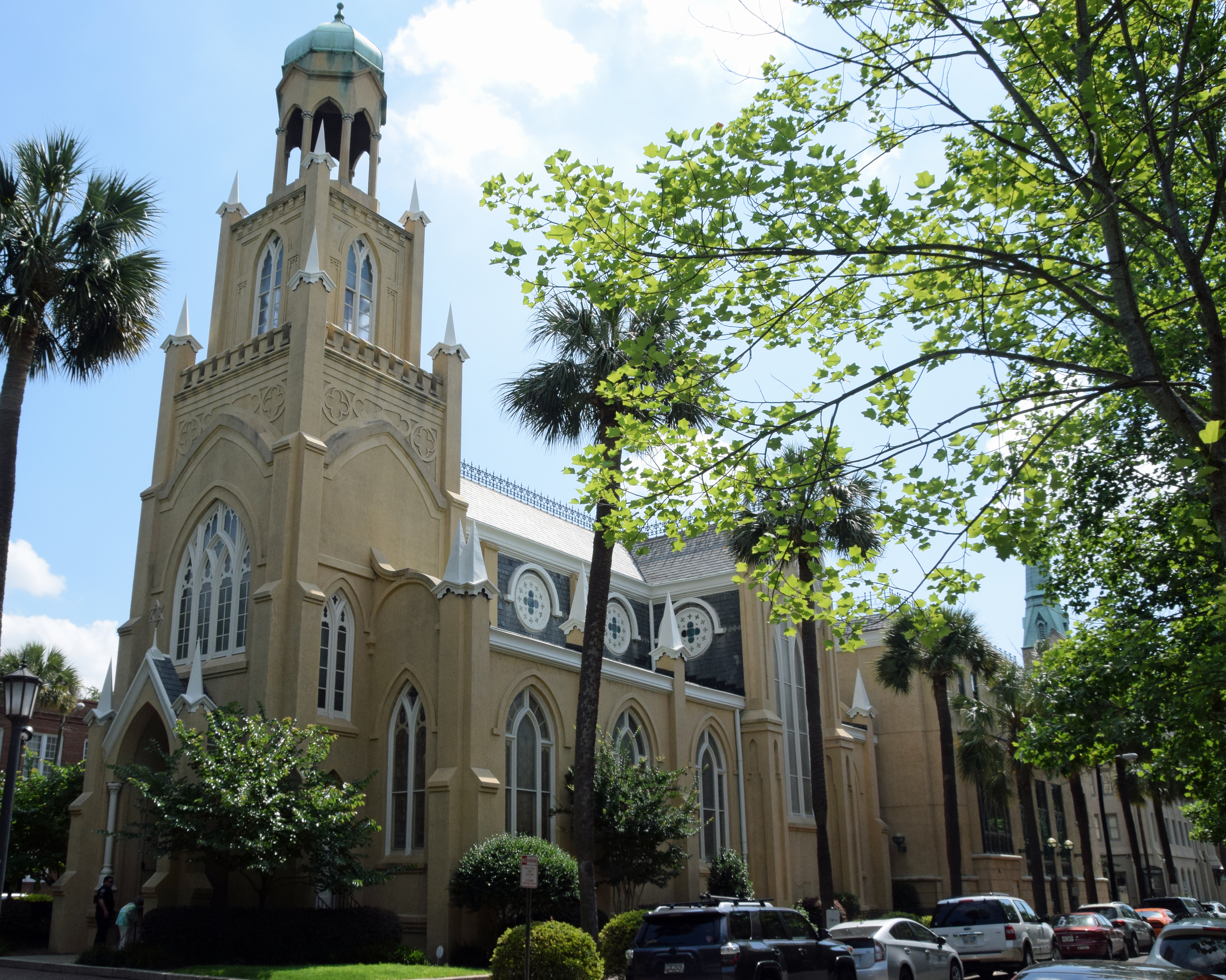
側景

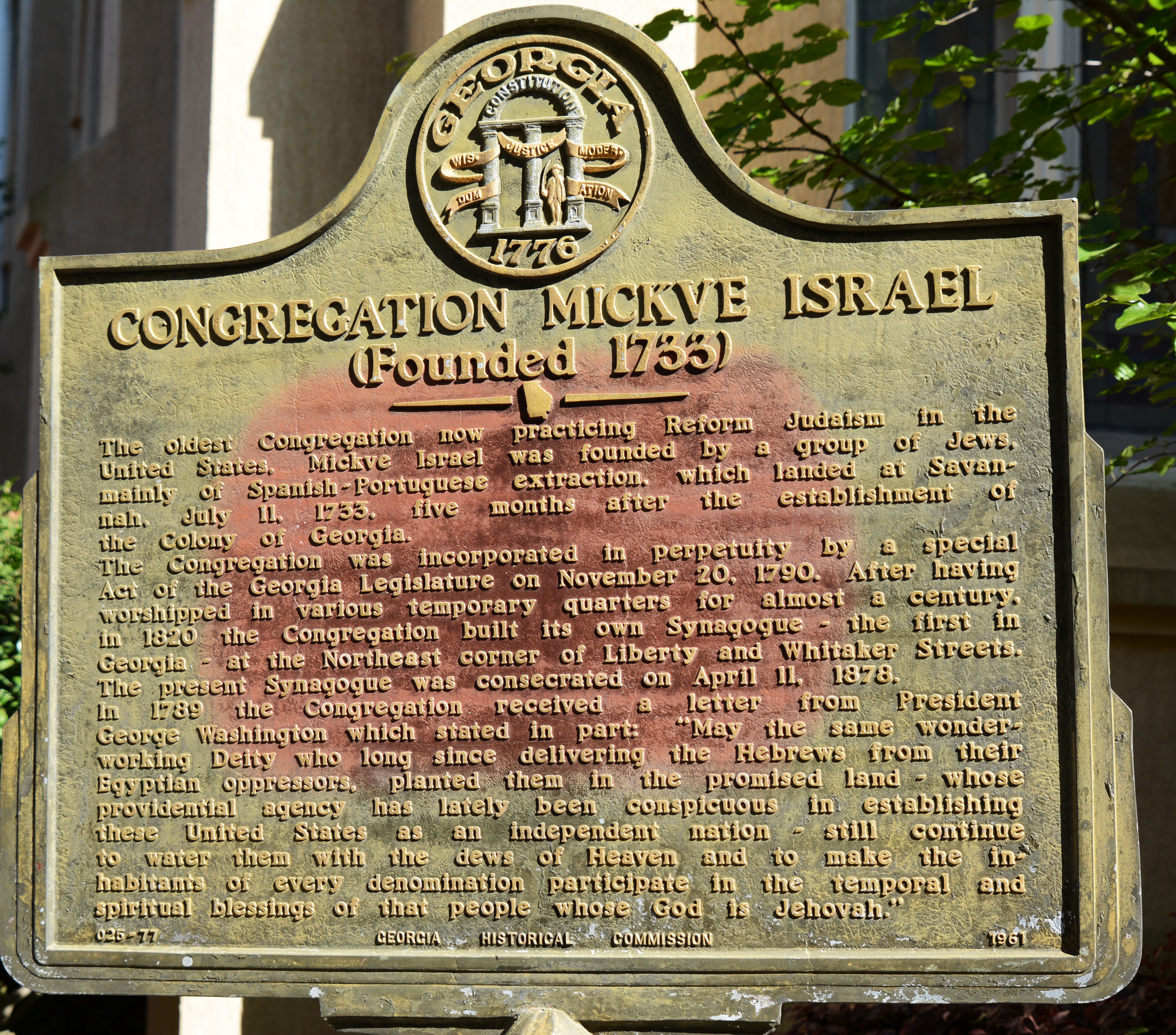
歷史標牌

這座猶太會堂設立於1735年7月，當時名為以色列希望聖會堂，並在此後很快租用一座建築作為猶太會堂使用。會眾有42名猶太人，他們從倫敦乘坐「威廉和薩拉號」出發，在1733年7月11日到達薩凡納。這一會眾的大部分成員都是西班牙和葡萄牙猶太人，為逃避宗教裁判所而從西班牙逃往英國。
1742年7月5日，在西班牙和大不列顛王國的詹金斯的耳朵戰爭期間，作為侵略喬治亞的一部分，西班牙人登陸聖西蒙斯島。由於擔心被俘後被視為叛教者並遭到迫害，大多數猶太人離開了薩凡納。唯一留下來的僅有阿什肯納茲猶太人亞伯拉罕·米尼斯家族和謝夫托家族。他們放棄了租用的猶太會堂，並在本雅明·謝夫托家中非正式的舉辦宗教儀式。
至1774年，已有足夠多的猶太人回到薩凡納，使得會堂得以重建。美國獨立戰爭期間，會眾並未舉行正式的祈禱或宗教儀式。1786年7月7日，會眾進行重組，並租用一座新建築作為猶太會堂，吸引多達70名信徒。1793年，由於難以負擔租金，會眾放棄了租用的空間，改在信徒家中舉辦儀式，但仍然保留了其正式結構並選舉產生官員。
在1997年，一份棗泥醬食譜在會堂被發現，其歷史可追溯至1794年。
這一會眾也是第一個接到美國總統來信的猶太人社區。喬治·華盛頓曾回信給列維·謝夫托，感謝他祝賀華盛頓當選美國總統。

### 第一座猶太會堂建築
會眾的第一座猶太會堂修建在薩凡納市贈予的土地上，修建於1818年，是一座小型木質建築。1829年12月4日，該建築毀於一場大火，但妥拉捲軸倖免遇難。1834年，猶太會堂開始重建，在原地修建了一座磚砌建築，並啟用於1841年。

### 改為改革派會堂
米克維以色列會堂維持了其葡萄牙傳統。在美國猶太教改革派擴大其勢力的19世紀，其維持了傳統。但從1868年2月11日開始，米克維以色列會堂開始逐漸改變其做法，增加了一個合唱團。1894年，會堂取消了戴頭巾的義務。1902年，米克維以色列會堂啟用了聯合祈禱書。1904年1月10日，米克維以色列會堂加入了改革派團體美國希伯來教會聯盟。

### 現在的建築

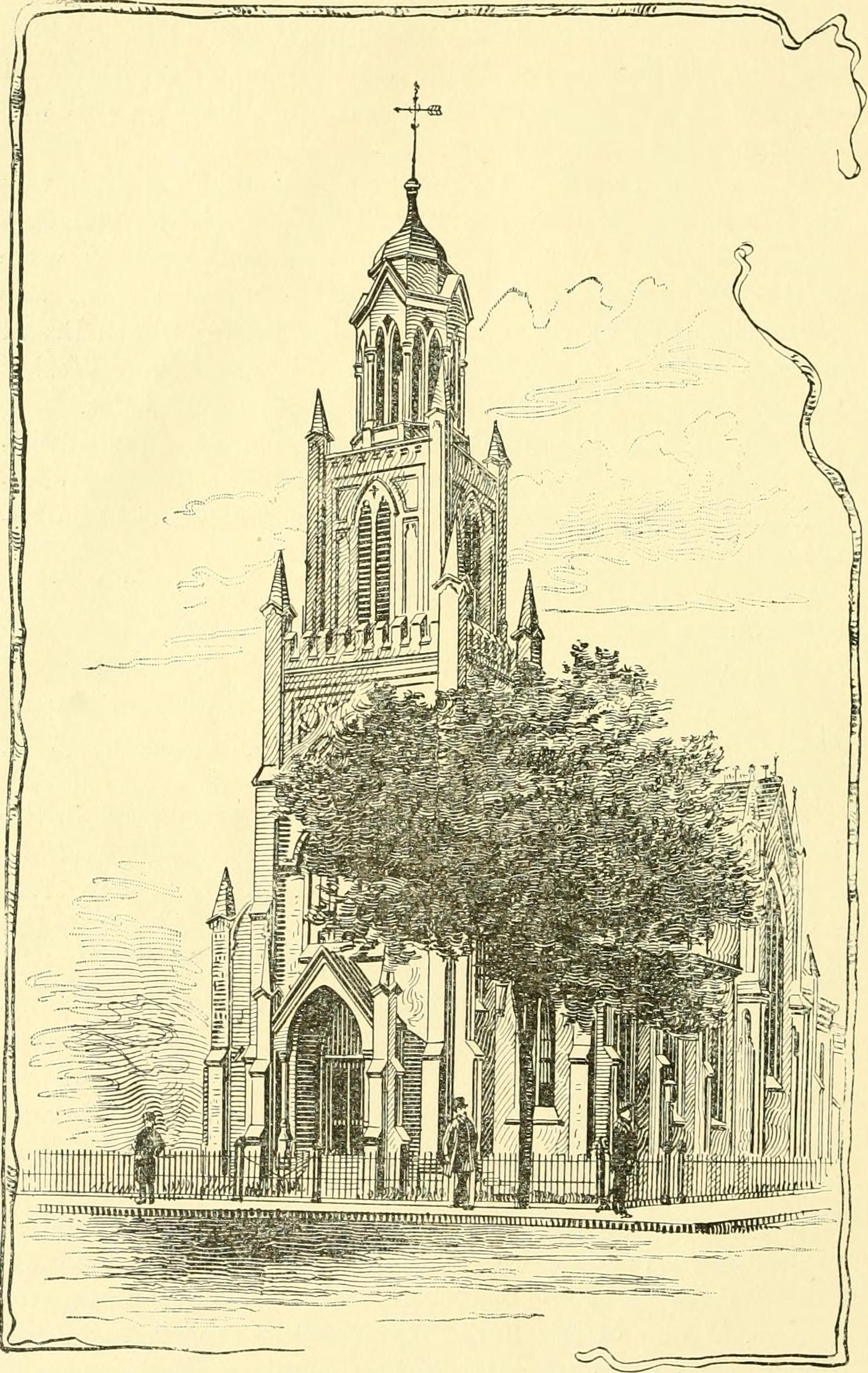
1890年時的猶太會堂

隨著薩凡納猶太人人口的增加，會堂的信眾人數超出其容量。1976年3月1日，新的會堂建築奠基。這座建築的外觀是哥德復興式建築，由紐約建築家亨利·G·哈里森。1944年5月7日，米克維以色列會堂舉行儀式，紀念猶太人到達喬治亞殖民地200週年。1957年1月11日，建築的擴建部分投入使用。

## 旅遊
米克維以色列會堂位於薩凡納歷史區內。除了猶太和聯邦假日之外，這座會堂開放遊客參觀。參觀時間長約30至45分，建議每人捐款8美元。

## 外部連結
- 维基共享资源上的相關多媒體資源：米克維以色列會堂
- Congregation Mickve Israel website （页面存档备份，存于）
- Congregation Mickve Israel （页面存档备份，存于） historical marker